# Серж Ленг
Серж Ленг (англ. Serge Lang, 19 травня 1927, Сен-Жермен-ан-Ле, Франція — 12 вересня 2005, Берклі, США) — американський математик, член знаменитої групи «Ніколя Бурбакі».
Був учнем Еміля Артіна. Працював в області абстрактної алгебри, теорії чисел та алгебраїчної геометрії. 
Також відомий як видатний педагог. Особливо відомим є його підручник «Алгебра» (російський переклад 1968).